# 틸리 플라이셔
오틸리 ("틸리") 플라이셔(독일어: Ottilie ("Tilly") Fleischer, 1911년 10월 2일 ~ 2005년 7월 14일)는 전 독일의 육상 선수이다.
프랑크푸르트에서 태어나 1932년 로스앤젤레스 올림픽에 첫 출전하여 창던지기 3위와 원반던지기 4위를 하였다.
4년 후, 베를린 올림픽에서 창던지기 금메달을 획득하였다. 융통성이 있는 선수로서 1929년과 1930년에 포환던지기 기록을 깼다.
93세의 나이로 검은숲 라르에서 사망하였다.